# Macroclinium dalstroemii
Macroclinium dalstroemii är en orkidéart som beskrevs av Dodson. Macroclinium dalstroemii ingår i släktet Macroclinium och familjen orkidéer.
Artens utbredningsområde är Ecuador. Inga underarter finns listade i Catalogue of Life.